# 梭倫魣
梭倫魣（学名：Rexea prometheoides），又名短蛇鯖、短梭，为帶鰆科短蛇鯖屬下的一个种。屬於近海大洋性中底層洄游魚種，一般棲息深度在135-540公尺以上之大陸棚陡坡。具有於夜間遷移至中層水域之習性。

## 扩展阅读
- 維基物種上的相關：梭倫魣